# Eupelmus stenozus
Eupelmus stenozus is een vliesvleugelig insect uit de familie Eupelmidae. De wetenschappelijke naam is voor het eerst geldig gepubliceerd in 2000 door Askew.